# Katja Woywood
Katja Woywood, nata Kathinka Wozichewski (Berlino Ovest, 10 maggio 1971), è un'attrice tedesca.

## Biografia
Durante le riprese della serie ZDF Urlaub auf italienisch, che ebbe luogo vicino a casa sua nel 1985, un membro della troupe televisiva notò Katja Woywood, che all'epoca aveva 14 anni. Le ha dato un appuntamento per il casting per il ruolo principale nella serie Der Schatz im Niemandsland, in cui è riuscita a prevalere contro cinque concorrenti.
Da quel momento in poi, Katja Woywood ha recitato in numerosi film e serie televisive tedesche.
Inizia la sua carriera d'attrice a 16 anni. Il primo ruolo più importante lo ha ricoperto nel 1989 in La clinica della Foresta Nera, fino al più recente in Squadra Speciale Cobra 11 dove interpreta il commissario Kim Krüger dall'episodio 189 al 364 dopo che Charlotte Schwab (Anna Engelhardt) ha lasciato la serie.
Inoltre realizza alcuni spot per la Kia insieme a Erdoğan Atalay.

## Vita privata
Nell'agosto del 1998 sposa l'attore tedesco Marco Girnth da cui ha un figlio.

## Filmografia
- 1987: Der Schatz im Niemandsland
- 1988: Fest im Sattel
- 1989: La clinica della Foresta Nera
- 1990: Pension Corona
- 1991-1992: Glückliche Reise
- 1991-1998: Tatort
- 1992: Schuld war nur der Bossa Nova
- 1992: Der Fotograf oder Das Auge Gottes
- 1992: La nave dei sogni (Das Traumschiff)
- 1993: Schicksalsspiel
- 1993: 14º Distretto
- 1993: Happy Holiday
- 1994: Das Traumschiff
- 1994: Die Männer vom K3
- 1994: Ein unvergessliches Wochenende in Kanada
- 1994: Max Wolkenstein
- 1994: Um jeden Preis
- 1994: Die Stadtindianer
- 1994: Der Nelkenkönig
- 1994: Die Weltings vom Hauptbahnhof
- 1994-1998: Il medico di campagna
- 1995: I ragazzi del windsurf
- 1995: Ein besonderes Paar
- 1995: Die Stadtindianer
- 1995: Die Drei
- 1995-1996: Inseln unter dem Wind
- 1996: SK-Babies
- 1996: Die Geliebte
- 1996: Schwarz greift ein
- 1996: Der König
- 1996: U18
- 1996: Lust auf Liebe
- 1997: L'ispettore Derrick
- 1997: SOKO 5113
- 1997: Guardia costiera (Küstenwache)
- 1997: Gehetzt
- 1997-2005: Der Alte
- 1998: Il commissario Kress (Der Alte)
- 1998: Feuerläufer
- 1998: HeliCops
- 1998: Die Wache
- 1999-2008: Siska
- 1999: Rivalinnen der Liebe
- 1999: Rete mortale (Verführt - Eine gefährliche Affäre)
- 1999: Geisterjäger John Sinclair
- 1999: Schwarz greift ein
- 2000: Das Traumschiff
- 2000: Bei Berührung Tod
- 2000: Flashback – Mörderische Ferien
- 2001: Rosamunde Pilcher
- 2001: Squadra speciale Lipsia
- 2002: Das Glück ihres Lebens
- 2002: Utta Danella
- 2002-2007: Küstenwache
- 2003: Traumprinz in Farbe
- 2003: Das Glück ihres Lebens
- 2004: Inga Lindström
- 2004: La clinica della Foresta Nera (Die Schwarzwaldklinik)
- 2005: Pfarrer Braun
- 2006: Dream Hotel (Das Traumhotel)
- 2006: SOKO Kitzbühel
- 2006: Die Rosenheim-Cops
- 2006: Seraphim Falls
- 2007: Das Wunder der Liebe
- 2007: War ich gut?
- 2007: Die Tanzlehrerin
- 2007: Beim nächsten Tanz wird alles anders
- 2007: Un caso per due
- 2008: Zoogeflüster
- 2008-2019: Squadra Speciale Cobra 11
- 2009: Die Rosenheim-Cops
- 2009: Kommissar LaBréa
- 2009: In aller Freundschaft
- 2010: La nave dei sogni - Viaggio di nozze (Kreuzfahrt ins Glück)
- 2011: Toni Costa – Kommissar auf Ibiza